# 丹参酮I
丹参酮I是一种多环有机化合物，分子式C18H12O3，属于二萜衍生物，存在于丹参（Salvia miltiorrhiza）中。丹参酮I广泛应用于中药，具有广泛的生物效应，包括抗癌、抗氧化、神经保护和抗炎活性。